# Filmography 2001–2005
Filmography 2001–2005 – jest trzecim zbiorem teledysków japońskiej piosenkarki Namie Amuro. Został wydany 7 grudnia 2005 roku, w wersji DVD.

## Lista utworów
DVD
| Nr  | Tytuł                                    |
| --- | ---------------------------------------- |
| 1.  | "White Light (Music Video)"              |
| 2.  | "Say the word (Music Video)"             |
| 3.  | "I WILL (Music Video)"                   |
| 4.  | "Wishing On The Same Star (Music Video)" |
| 5.  | "shine more (Music Video)"               |
| 6.  | "Put 'Em Up (Music Video)"               |
| 7.  | "SO CRAZY (Music Video)"                 |
| 8.  | "ALARM (Music Video)"                    |
| 9.  | "ALL FOR YOU (Music Video)"              |
| 10. | "GIRL TALK (Music Video)"                |
| 11. | "WANT ME, WANT ME (Music Video)"         |
| 12. | "WoWa (Music Video)"                     |
| 13. | "White Light (Music Video)"              |